# Łyżwiarstwo figurowe na Zimowych Igrzyskach Olimpijskich Młodzieży 2016 – pary taneczne
Łyżwiarstwo figurowe na Zimowych Igrzyskach Olimpijskich Młodzieży 2016 – pary taneczne – rywalizacja w jednej z konkurencji łyżwiarstwa figurowego – parach tanecznych rozgrywanej na Zimowych Igrzyskach Olimpijskich Młodzieży 2016 odbyła się 14 i 16 lutego 2016 w hali Hamar Olympic Amphitheatre.

## Wyniki
| Poz. | Zawodnicy                                 | Reprezentacja     | Nota łączna | SD | SD    | FD | FD    |
| ---- | ----------------------------------------- | ----------------- | ----------- | -- | ----- | -- | ----- |
| 01 ! | Anastasija Szpilewaja / Grigorij Smirnow  | Rosja             | 141,88      | 1  | 57,93 | 1  | 83,95 |
| 02 ! | Chloe Lewis / Logan Bye                   | Stany Zjednoczone | 136,37      | 3  | 55,07 | 2  | 81,30 |
| 03 ! | Anastasija Skopcowa / Kiriłł Aloszyn      | Rosja             | 134,62      | 2  | 57,75 | 3  | 76,87 |
| 4    | Marjorie Lajoie / Zachary Lagha           | Kanada            | 125,87      | 4  | 51,06 | 4  | 74,81 |
| 5    | Anżelika Jurczenko / Wołodymyr Bielikow   | Ukraina           | 114,96      | 5  | 48,00 | 5  | 66,96 |
| 6    | Emilia Kalehanava / Uladzislau Palkhouski | Białoruś          | 108,12      | 6  | 47,88 | 9  | 60,24 |
| 7    | Marija Gołubcowa / Kiryłł Biełobrow       | Ukraina           | 107,66      | 9  | 41,37 | 6  | 66,29 |
| 8    | Julia Wagret / Mathieu Couyras            | Francja           | 105,64      | 8  | 44,50 | 7  | 61,14 |
| 9    | Guostė Damulevičiūtė / Deividas Kizala    | Litwa             | 105,52      | 7  | 44,58 | 8  | 60,94 |
| 10   | Viktoria Semenjuk / Artur Gruzdev         | Estonia           | 98,60       | 10 | 40,06 | 10 | 58,54 |
| 11   | Charise Matthaei / Maximilian Pfisterer   | Niemcy            | 96,40       | 11 | 39,29 | 12 | 57,11 |
| 12   | Francesca Righi / Pietro Papetti          | Włochy            | 95,54       | 12 | 38,22 | 11 | 57,32 |